# Sveriges universitetslärare och forskare

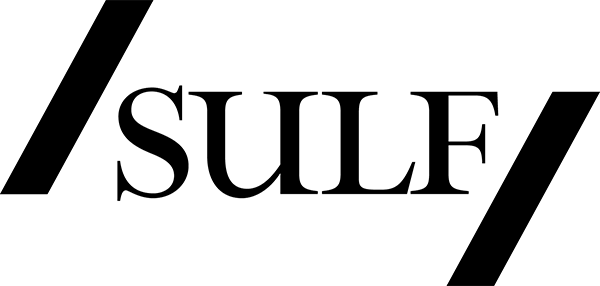
SULF:s logotyp.

SULF, Sveriges universitetslärare och forskare, är ett fackförbund och en professionsorganisation för universitetslärare, forskare och doktorander. SULF är partipolitiskt obundet och anslutet till Sveriges Akademikers Centralorganisation, Saco. Förbundet har cirka 22 000 medlemmar. Förbundet hette tidigare Sveriges universitetslärarförbund, men uttydningen av SULF ändrades i maj 2016 till Sveriges universitetslärare och forskare.

## Historik
SULF konstituerades i november 1984 genom en sammanslagning av Sveriges universitets- och högskoleanställdas förbund (SUHAF) och Universitetslärarförbundet (ULF). 

## Verksamhet
SULF är både ett fackförbund och en professionsorganisation. SULF arbetar med frågor som rör medlemmarnas anställningsvillkor, med utbildnings- och yrkesfrågor och är opinionsbildande i frågor som är viktiga för medlemmarna. Några av de frågor som SULF aktivt driver är att lyfta undervisningens status, tryggare anställningsvillkor och fler karriärvägar och akademisk frihet.

## Organisation
SULF:s högsta beslutande organ är kongressen. Kongressen består av 101 kongressombud och sammanträder vart tredje år. Då väljs bland annat förbundets styrelse.
Förbundsstyrelsen består av 15 ledamöter och 5 suppleanter. Inom styrelsen finns ett arbetsutskott som består av förbundets ordförande samt förste, andre och tredje vice ordförande. Nuvarande ordförande är juristen Sanna Wolk.
SULF:s doktorandförening är en förening för doktorander inom SULF. Doktorandföreningen arbetar aktivt för att förbättra villkor för doktorander vid svenska universitet.
SULF:s centrala kansli svarar för centrala förhandlingar, enskilda medlemsärenden, arbetsrätt, information, facklig utbildning, SULF:s högskolekonferenser, förbundstidning, försäkringsfrågor, administration av medlemsavgifter och register, kongress- och styrelsefrågor med mera.